# Andrea Brustolon

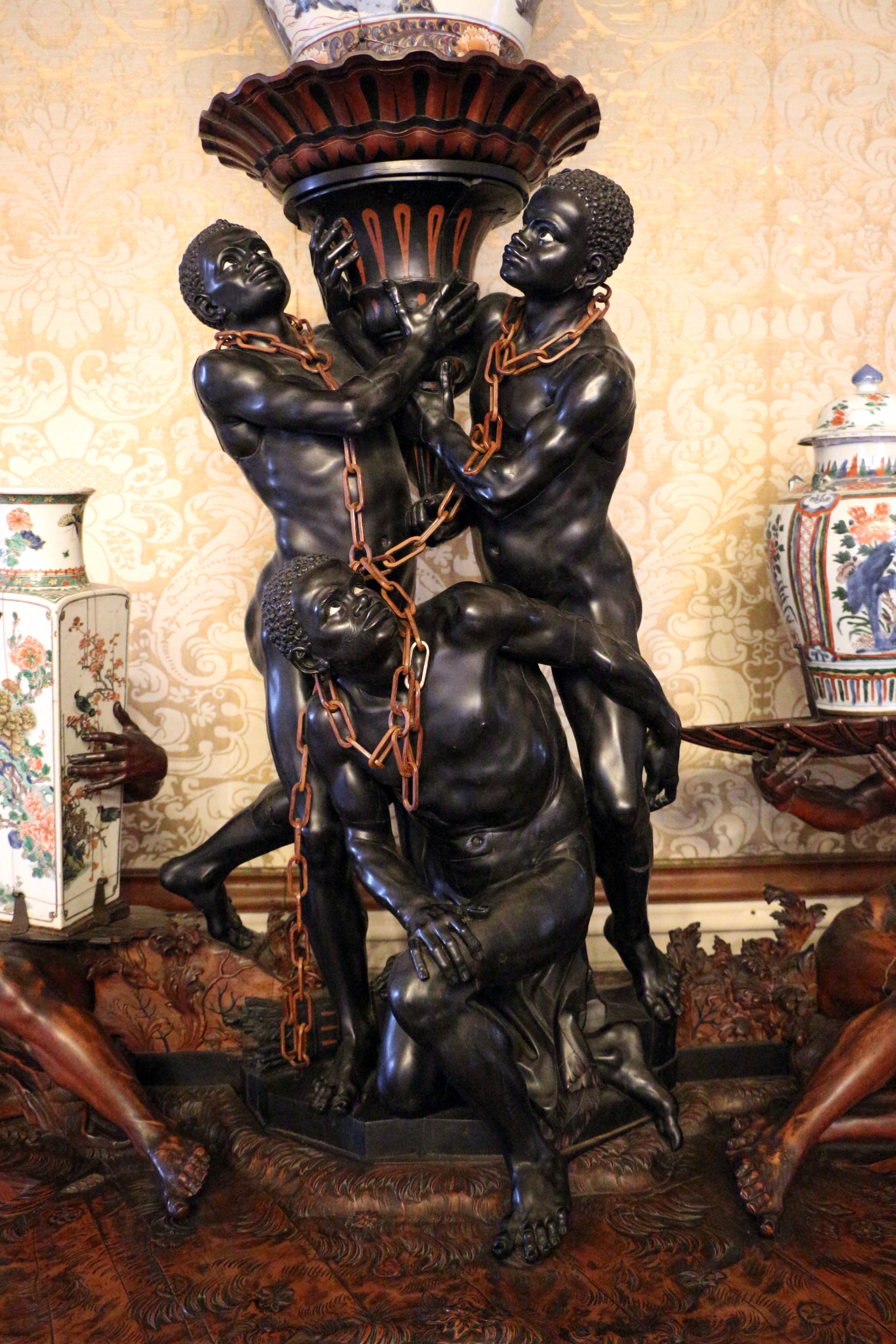
Consolle, Ca' Rezzonico, Venice.

Andrea Brustolon, född 20 juli 1662 i Belluno, död där 25 oktober 1732, var en venetiansk bildhuggare.
Andrea Brustolon utbildade sig i Venedig hos Berninis främste lärjunge genuesaren Philippo Parodi, han var även verksam i Rom. Museo Civico i Venedig bevarar en stor del av hans verk.